# Clidomys osborni
Clidomys osborni là một loài động vật có vú trong họ Heptaxodontidae, bộ Gặm nhấm. Loài này được Anthony mô tả năm 1920.